# Devil Dice
Devil Dice (Xi) est un jeu vidéo de type puzzle édité par SCEI au Japon et par THQ aux États-Unis et développé par Shift, sorti en 1998 sur PlayStation. Il a pour suite Bombastic.

## Système de jeu
Devil Dice est un jeu de puzzle dans lequel le joueur contrôle un petit diable juché sur de grands dés. Le joueur peut aussi bien se tenir debout sur les dés qu'être sur le sol à côté des dés.
Debout sur les dés, le joueur peut déplacer le personnage d'un dé à l'autre en faisant rouler ce dernier dans le but de créer des groupes de dés qui doivent être constitués du nombre inscrit sur la face visible du dé. (Pour le chiffre 2, il suffit de mettre deux dés tournés sur le chiffre 2 l'un à côté de l'autre...). Une fois que le groupe de dés est formé, il s'efface.
Sur le sol, le joueur doit pousser les dés pour constituer les groupes de dés.

## Modes de jeu
Le jeu propose 4 modes de jeu :
- Puzzle :  Dans ce mode, le joueur doit effacer un nombre de dés en utilisant un nombre limité de déplacements.
- Trial : Le joueur doit effacer un maximum de dés dans un temps défini (ou non) avant que le tableau ne soit entièrement couvert de dés.
- Battle : Le joueur doit créer 4 groupes de dés différents avant l'ordinateur ou un autre joueur. Il est possible de faire annuler les groupes que l'adversaire a déjà créé en les reformant à son tour.
- Wars : Mode 5 joueurs (ou 1 joueur contre 4 adversaires contrôles par l'ordinateur) dans lequel il faut constituer des groupes de dés qui serviront à causer des dommages aux adversaires. Le dernier à être encore sur le tableau gagne la partie.

## Accueil
- GameSpot : 6,9/10[1]
- Jeuxvideo.com : 11/20[2]

## Postérité
En décembre 2014, le jeu figure dans un article de GamesTM intitulé « 10 joyaux PlayStation sous-estimés. »